# Bee Cave
Bee Cave ist ein Ort im Travis County im Bundesstaat Texas in den Vereinigten Staaten von Amerika. Das U.S. Census Bureau hat bei der Volkszählung 2020 eine Einwohnerzahl von 9144 ermittelt.

## Geographie
Der Ort liegt am US Highway 71 und 620, am Zusammenfluss des Barton Creek und des Little Barton Creek, im mittleren Südwesten von Texas, 20 Kilometer westlich von Austin, der Hauptstadt des Bundesstaates, und hat eine Gesamtfläche von 6,7 km².

## Geschichte
Bee Cave, wie man es heute kennt, existiert erst seit 1987, aber die Idee zu einer Stadt ohne die Einflüsse einer Großstadt existierte schon 140 Jahre vorher.
Bereits einige Jahre vor 1850 zog Dietrich Bohls mit seiner Familie hierher, als ihm die Stadt Austin mit seinen damals 900 Einwohnern zu groß geworden war. Um 1870 erreichte ein Carl Beck ebenfalls dieses Gebiet und eröffnete einen Gemischtwarenladen an der Kreuzung des heutigen Highway 71 und der Hamilton Pool Road. 1873 wurde Beck auch Postmeister und eröffnete ein Postbüro in seinem Laden. Auf der Suche nach einem Namen für die Poststation erinnerte sich dieser an die vielen Bienen und Bienenstöcke entlang der Ufer der beiden Creeks und nannte sie Bee Cave.
Für die nächsten rund 100 Jahre lebten die Menschen hier ruhig und in Abgeschiedenheit. Dies änderte sich erst in den 80er Jahren, als Austin immer größer wurde und mit den Eingemeindungen begann. Im Zuge davon bekam der Ort den offiziellen Status Village of Bee Cave.

## Demografische Daten
Nach der Volkszählung im Jahr 2000 lebten hier 656 Menschen in 207 Haushalten und 172 Familien. Die Bevölkerungsdichte betrug 97,4 Einwohner pro km2. Ethnisch betrachtet setzt sich die Bevölkerung zusammen aus 94,21 % weißer Bevölkerung, 0,00 % Afroamerikanern, 0,15 % amerikanischen Ureinwohnern, 0,15 % Asiaten, 0,00 % Bewohnern aus dem pazifischen Inselraum und 3,51 % aus anderen ethnischen Gruppen. Etwa 1,98 % stammen von zwei oder mehr Rassen ab und 7,62 % der Bevölkerung sind Spanier oder Latein-Amerikaner.
Von den 207 Haushalten hatten 50,2 % Kinder unter 18 Jahre, die im Haushalt lebten. 79,7 % davon waren verheiratete, zusammenlebende Paare. 2,4 % waren allein erziehende Mütter und 16,9 % waren keine Familien. 9,7 % aller Haushalte waren Singlehaushalte und in 2,4 % lebten Menschen, die 65 Jahre oder älter waren. Die Durchschnittshaushaltsgröße betrug 3,17 und die durchschnittliche Größe einer Familie 3,38 Personen.
33,1 % der Bevölkerung waren unter 18 Jahre alt, 3,8 % von 18 bis 24, 34,8 % von 25 bis 44, 23,2 % von 45 bis 64, und 5,2 % die 65 Jahre oder älter waren. Das Durchschnittsalter war 36 Jahre. Auf 100 weibliche Personen aller Altersgruppen kamen 108,9 männliche Personen. Auf 100 Frauen im Alter von 18 Jahren und darüber kamen 104,2 Männer.
Das jährliche Durchschnittseinkommen eines Haushalts betrug 120.871 USD, das Durchschnittseinkommen einer Familie 130.028 USD. Männer hatten ein Durchschnittseinkommen von 100.000 USD gegenüber den Frauen mit 48.125 USD. Das Pro-Kopf-Einkommen betrug 45.405 USD. 0,5 % der Bevölkerung und keine der Familien lebten unterhalb der Armutsgrenze.